# Lubuk Lancang
Lubuk Lancang is een bestuurslaag in het regentschap Banyuasin van de provincie Zuid-Sumatra, Indonesië. Lubuk Lancang telt 3849 inwoners (volkstelling 2010).